# قرار مجلس الأمن التابع للأمم المتحدة رقم 493
قرار مجلس الأمن التابع للأمم المتحدة رقم 493، المعتمد في 23 تشرين الثاني / نوفمبر 1981، نظر في تقرير للأمين العام بشأن قوة الأمم المتحدة لمراقبة فض الاشتباك. وأشار المجلس إلى الجهود التي تبذلها لإحلال سلام دائم وعادل في الشرق الأوسط، ولكنه أعرب أيضاً عن قلقه إزاء حالة التوتر السائدة في المنطقة.
دعا المجلس الأطراف المعنية إلى التنفيذ الفوري للقرار 338 (1973)، وجدد ولاية قوة المراقبة لمدة ستة أشهر أخرى حتى 31 مايو 1982، وطلب من الأمين العام تقديم تقرير عن الوضع في نهاية تلك الفترة.
وقد اتخذ القرار بأغلبية 14 صوتاً. لم تشارك الصين في التصويت.